# غريغ مورغان
غريغ مورغان (6 فبراير 1989 في جنوب أفريقيا - ) (بالإنجليزية: Greg Morgan)‏ هو لاعب كريكت نيوزلندي.

## وصلات خارجية
- غريغ مورغان على موقع إي آس بي آن كريك إنفو (الإنجليزية)